# Villar del Buey
Villar del Buey ist ein nordwestspanischer Ort und eine Gemeinde (municipio) mit 514 Einwohnern (Stand: 2024) im Osten der Provinz Zamora der Autonomen Gemeinschaft Kastilien-León. Die Gemeinde besteht neben dem gleichnamigen Hauptort Villar del Buey aus den Ortschaften Cibanal, Formariz, Fornillos de Fermoselle, Pasariegos und Pinilla de Fermoselle.

## Lage
Villar del Buey liegt in der kastilischen Hochebene in einer Höhe von etwa 740 m an der Grenze zwischen Portugal und Spanien. Im Süden der Gemeinde liegt die Almendra-Talsperre. Die Provinzhauptstadt Zamora ist etwa 35 Kilometer (Fahrtstrecke) in ostnordöstlicher Richtung entfernt. Das Klima im Winter ist durchaus kalt, im Sommer dagegen warm bis heiß, Regenfälle (ca. 577 mm/Jahr) fallen verteilt übers ganze Jahr.

## Bevölkerungsentwicklung
| Jahr      | 1970 | 1981 | 1991 | 2001 | 2011 | 2021 |
| Einwohner | 969  | 618  | 990  | 833  | 709  | 535  |

## Sehenswürdigkeiten
- Marinenkirche in Villar del Buey

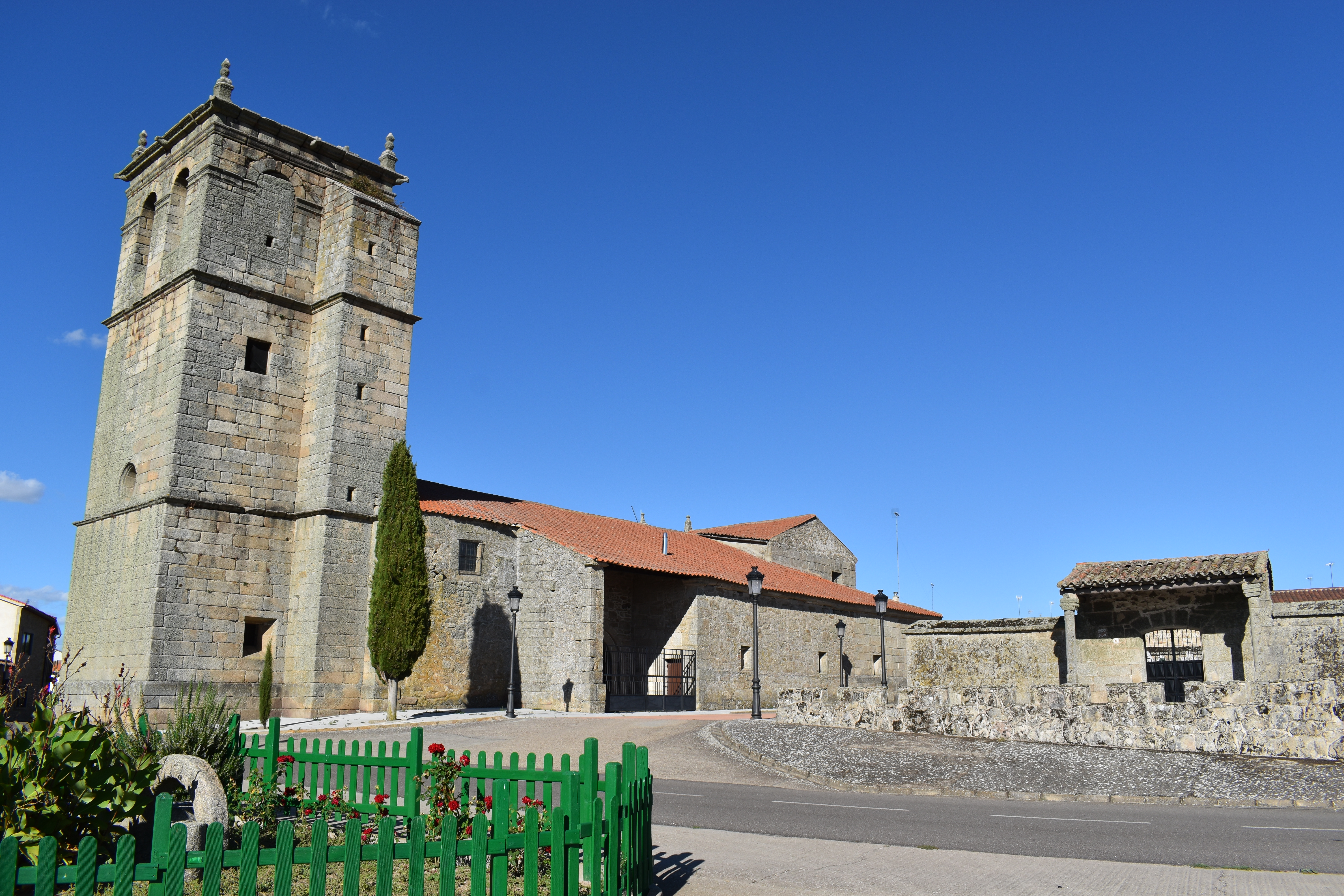
Marinenkirche
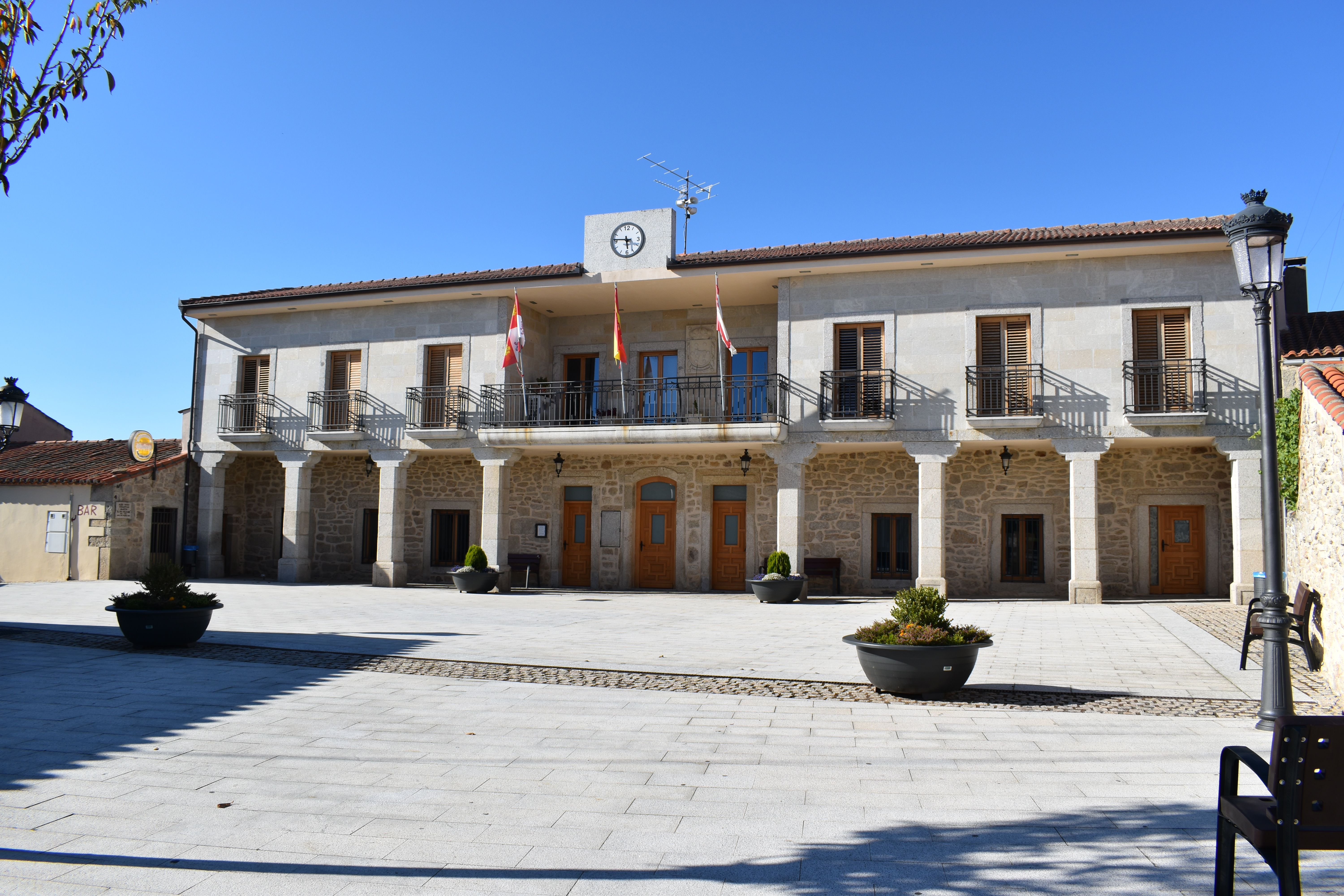
Rathaus